# کویا هاندا
کویا هاندا (ژاپنی: 半田 航也؛ زادهٔ ۲۷ سپتامبر ۱۹۹۸) یک بازیکن فوتبال اهل ژاپن است.
از باشگاه‌هایی که در آن بازی کرده‌است می‌توان به باشگاه فوتبال بلاوبلیتز آکیتا اشاره کرد.